# Johann Radon
Johann Karl August Radon (Tetschen, 16 dicembre 1887 – Vienna, 25 maggio 1956) è stato un matematico austriaco, noto per i suoi contributi all'analisi matematica.

## Vita
Radon ottenne un dottorato presso l'Università di Vienna nel 1910 con una dissertazione sul calcolo delle variazioni preparata sotto la supervisione di Gustav Ritter von Escherich.
Dopo aver speso il semestre invernale 1910/11 presso l'Università di Gottinga, divenne assistente presso la Deutsche Technische Hochschule Brünn (Brno) e dal 1912 al 1919 presso l'Università Tecnica di Vienna. Nel 1913/14 ottenne la sua abilitazione dall'Università di Vienna.
Nel 1919 fu chiamato per diventare professore straordinario della recentemente fondata Università di Amburgo. Nel 1922 divenne professore ordinario presso l'Università di Greifswald e nel 1925 presso l'Università di Erlangen. Infine dal 1928 al 1945 fu ordinario dell'Università di Breslavia.
Successivamente, dopo un breve periodo trascorso all'Università di Innsbruck, il 1º ottobre 1946 divenne Ordinarius all'Istituto di Matematica dell'Università di Vienna. di questa università fu rettore nell'anno accademico 1954/55.
Nel 1939 Radon divenne membro corrispondente della Accademia delle scienze austriaca e nel 1947 ne divenne membro a pieno titolo. Dal 1952 al 1956 fu segretario della Classe di matematica e scienze di questa accademia. Dal 1948 al 1950 egli fu presidente della Società Matematica Austriaca.
Johann Radon nel 1916 ha sposato Maria Rigele, una insegnante della scuola secondaria. Essi hanno avuto tre figli che sfortunatamente sono deceduti in giovane età. La loro figlia Brigitte (1924-2020) ha ottenuto un dottorato in matematica alla Università di Innsbruck e nel 1950 ha sposato il matematico austriaco Erich Bukovics..
Radon, secondo la descrizione data da Curt C. Christian nel 1987 in occasione dello scoprimento del suo busto in bronzo  all'Università di Vienna, era una persona amabile e portata all'amicizia, molto stimato tanto dagli studenti quanto dai colleghi, una nobile personalità. Egli dava l'impressione del tranquillo studioso, ma era anche socievole e amante delle feste. Amava la musica e la suonava con gli amici nella propria casa, essendo lui stesso un eccellente violinista. Il suo amore per la letteratura classica l'ha accompagnato per tutta la vita.
Nel 2003 l'Accademia delle scienze austriaca ha fondato a Linz l'Institute for Computational and Applied Mathematics al quale ha dato il nome di Johann Radon (v. il collegamento esterno più oltre)..

## Risultati
Radon è noto per un gran numero di contributi duraturi; tra questi:
- La sua parte del teorema di Radon-Nikodym;
- La misura di Radon, concetto di misura come funzionale lineare;
- La trasformata di Radon, in geometria integrale, basata sull'integrazione su iperpiani - nozione con applicazioni alla tomografia a scansione (vedi ricostruzione tomografica);
- Teorema di Radon;
- Numeri di Radon-Hurwitz;
- Probabilmente è stato il primo a far uso della cosiddetta proprietà di Radon-Riesz.